# Aéroport international d'Atlantic City
Pour les articles homonymes, voir ACY.
L'aéroport international d'Atlantic City (code IATA : ACY • code OACI : KACY) est un aéroport civil-militaire situé 16 km au nord-ouest d'Atlantic City à Egg Harbor Township, dans le New Jersey.

## Statistiques
Pour des raisons techniques, il est temporairement impossible d'afficher le graphique qui aurait dû être présenté ici.

Voir la requête brute et les sources sur Wikidata.

## Compagnies et destinations
| Compagnies                                                                                | Destinations |
| ----------------------------------------------------------------------------------------- | --- |
| Caesars Entertainment Corporation opéré par Sun Country Airlines, Xtra Airways, et ViaAir | Charter: Select Airports |
| Choice Airways opéré par Swift Air                                                        | Charter: Miami, Nashville, Orlando                                                                                          |
| Spirit Airlines                                                                           | Fort Lauderdale-Hollywood, Fort Myers, Myrtle Beach, Orlando, Tampa En saison: Atlanta H.-Jackson, Boston Logan, Palm Beach |

Édité le 25/11/2017